# Złote cielę (film)
Złote cielę (tyt. oryg. Золотой телёнок) – radziecki film komediowy z 1968 roku, w reżyserii Michaiła Szwejcera. Adaptacja powieści o tym samym tytule Ilji Ilfa i Jewgienija Pietrowa.

## Opis fabuły
W roku 1930 do Arbatowa przyjeżdża Ostap Bender, podając się za syna bohatera rewolucji 1905, porucznika Szmidta. Kiedy Benderowi udaje się wyłudzić pieniądze od lokalnego urzędnika pojawia się kolejny "syn porucznika Szmidta" - drobny złodziej Szura Bałaganów. Kiedy opuszczą urząd, trafia do niego trzeci "syn porucznika Szmidta" - złodziej Panikowski. Tego ostatniego wyrzucają z urzędu strażnicy.
Marzeniem Bendera jest zdobyć 500 tys. rubli, co pozwoli mu wyemigrować do Rio de Janeiro. Wspólnie z Bałaganowem, Panikowskim i kierowcą Kozlewiczem wyruszają w podróż po Związku Radzieckim, aby odszukać milionera, który odstąpi złodziejom część swojej fortuny. Po przybyciu do Czernomorska odnajdują Korejkę, pracownika miejscowego urzędu, który w wyniku działalności przestępczej zgromadził znaczny majątek. Korejko zakochany jest w Zosi Sinickiej, dzięki której Bender dowiaduje się, dokąd uciekł Korejko. Spotykają się przy budowie linii kolejowej, gdzie Korejko przekazuje Benderowi upragniony milion. Pieniądze nie przynoszą szczęścia ani obdarowanym przez Bendera, ani jemu samemu. Panikowski umiera, a Bałaganow zostaje schwytany w czasie próby kradzieży w tramwaju. Bender decyduje się przekraść przez granicę, ale zostaje schwytany i obrabowany przez rumuńską straż graniczną, a potem wypchnięty na radziecką stronę granicy. Ze wszystkich kosztowności udaje mu się ocalić tylko order Złotego Runa.

## Obsada
- Siergiej Jurski jako Ostap Bender
- Leonid Kurawlow jako Szura Bałaganów
- Zinowij Gerdt jako Panikowski
- Jewgienij Jewstigniejew jako Aleksandr Korejko
- Swietłana Starikowa jako Zosia Sinicka
- Nikołaj Bojarski jako Adam Kozlewicz
- Paweł Winnik jako buchalter Berlaga
- Jewgienij Pierow jako Połychajew
- Michaił Kokszenow jako sekretarz
- Tamara Siomina jako Rajka

## Wersja polska
Reżyser dubbingu: Maria Piotrowska
Głosów użyczyli:
- Janusz Kubicki jako Ostap Bender
- Michał Szewczyk jako Szura Bałaganow
- Sławomir Misiurewicz jako Panikowski
- Kazimierz Iwiński jako Korejko
- Janina Boronska-Łągwa jako Zosia

Źródło: